# 硒蛋白
硒蛋白（英語：selenoprotein），是含硒的蛋白（英語：selenium-containing protein）的简写。通常的理解误区是－－认为只有含有硒半胱氨酸殘基的蛋白质才是硒蛋白，或硒蛋白只含有硒半胱氨酸殘基。事实上，只有硒酶（英語：selenoenzyme）几乎都是以硒半胱氨酸殘基作为催化中心的硒蛋白，而不是所有的硒蛋白都具有催化功能。所以严格意义上，硒蛋白主要分以下两类:

## 含有硒半胱氨酸的硒蛋白
绝大多数情况下，硒半胱氨酸是承载硒元素最主要的方式，硒半胱氨酸也因其重要性被称作第21个氨基酸，在哺乳动物体内参与蛋白组成，所以这种情况下硒蛋白也就是含有硒半胱氨酸的蛋白。例如，哺乳动物体系的硫氧还蛋白还原酶就是属于硒蛋白，硒半胱氨酸是借助掺硒辅助元件，通过UGA中止密码子介导的、特异性的编码合成。

## 含有硒甲硫氨酸的硒蛋白
此外，硒以硒甲硫氨酸或硒蛋氨酸为主要结合态存在于粮食中。虽然硒甲硫氨酸参入蛋白质合成可能是随机过程，但是含有硒甲硫氨酸的蛋白也称为硒蛋白。